# Cremnoconchus syhadrensis
Cremnoconchus syhadrensis is een slakkensoort uit de familie van de Littorinidae. De wetenschappelijke naam van de soort is voor het eerst geldig gepubliceerd in 1863 door W. T. Blanford.